# Order Złotego Jelenia
Order Złotego Jelenia (niem. Der Orden vom Goldenen Hirsch) – krótko istniejące, jedno z niewielu odznaczeń ustanowionych przez członków dynastii Piastów.
Fundatorem orderu był wówczas dwunastoletni książę Legnicy, Brzegu i Wołowa Jerzy IV Wilhelm (1660–1675), ostatni panujący Piastowicz, który ustanowił go na pamiątkę swego wstąpienia na tron 23 sierpnia 1672 i nadał gronu swych przyjaciół i towarzyszy polowań.
Na awersie orderu znajdował się złoty listek dębowy, do którego przytwierdzony był z pomocą dwóch łańcuszków złoty jeleń zrywający się do skoku. Rewers ukazywał czerwone emaliowane serce, które nosiło biały krzyż. Order noszony był na szyi na zielonej wstędze ze złotym haftem.